# Skarpö
Skarpö – miejscowość (tätort) w Szwecji, w regionie administracyjnym (län) Sztokholm, w gminie Vaxholm.
Według danych Szwedzkiego Urzędu Statystycznego liczba ludności wyniosła: 290 (31 grudnia 2015), 274 (31 grudnia 2018) i 266 (31 grudnia 2019).